# Hloh u Bítovánek
Památný hloh u Bítovánek je památný hloh obecný rostoucí u křižovatky silnic Zaječice - Bítovánky. Památný strom je tvořen jedním samostatným kmenem a třemi srostlými kmeny. Koruna je kulovitého habitu se symptomy zřetelného usychání.
Hloh požívá ochrany od roku 1998 jako významná dominanta. Měřený obvod kmene v roce 2009 činil 305 centimetrů a výška činila 12 m. 

## Fotogalerie

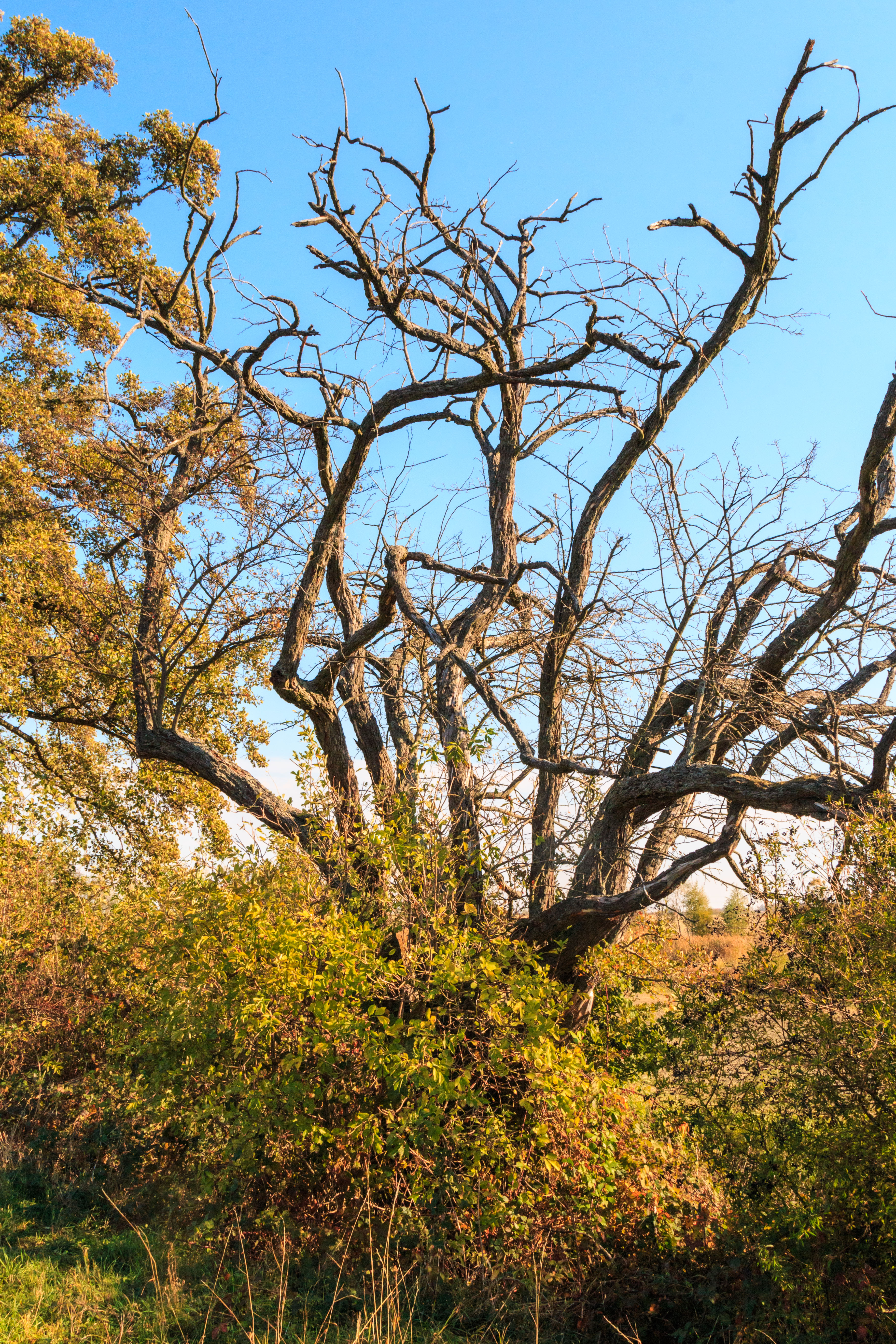
Památný hloh u Bítovánek v roce 2018